# 古田大虎
古田 大虎（ふるた たいが、1998年2月2日 - ）は、日本の俳優である。東京都出身。Five☆Eight所属。

## 出演

### テレビドラマ
- よい子の味方 〜新米保育士物語〜（2003年、日本テレビ）
- Surprise Saturday 仔犬のワルツ（2004年、日本テレビ） - 愛児園・園児 役
- 連続テレビ小説 天花（2004年、NHK） - 吉野隆 役
- 今夜ひとりのベッドで 第7話（2005年、TBS）
- 大河ドラマ 風林火山（2007年、NHK） - 熊吉 役
- オトコの子育て 第7話（2007年、テレビ朝日） - 真一 役
- 月曜ゴールデン おふくろ先生の夕張診療日記（2008年、TBS） - 大和田和博（幼少） 役
- モンスターペアレント（2008年、フジテレビ）
- トミカヒーロー レスキューファイアー 第13話（2009年、テレビ東京）
- ドラマ8 Q.E.D. 証明終了（2009年、NHK）
- 夢の見つけ方教えたる!2（2010年、フジテレビ） - 渡辺和夫 役

### バラエティ
- 音楽のちから（2007年4月 - 、NHK教育テレビ）

### その他のテレビ番組
- 週刊こどもニュース（2010年、NHK教育テレビ） - 長男 役

### 映画
- アルゼンチンババア（2007年） - 白井リョウ 役
- ぐるりのこと。（2008年） - 元気（幼少） 役
- KIDS（2008年）- 近所の子供たに 役
- 虹色ほたる 〜永遠の夏休み〜（2012年） - ノブくん 役（声優）

### CM
- ミツカン 味ぽん -鶏ごまだんご鍋編-（2001年 - 2002年）
- 全日空 Nキャンペーン（2003年）
- 丸大食品 夏のギフト（2003年）
- 小学館 小学一年生入学準備号（2003年）
- 小学館 ぴっかぴかコミックス（2004年・2006年）
- ライオン バルサン（2005年）
- マクドナルド ハッピーセット（2005年）
- 角川・エス・エス・コミュニケーションズ レタスクラブ（2006年）
- パイロットコーポレーション NEOX-ENO（2006年 - 2007年）
- ロート製薬（2007年）
- ケイ・オプティコム eo光（2007年）関西地区のみ
- 小学館 恐竜館（2007年）

### Vシネマ
- 血涙の代紋〜終わらないクリスマス〜（2006年） - 小学生 役